# Tswagare
Tswagare, também conhecida como Lothoje ou Lokalana, é uma vila localizada no Distrito do Sul em Botswana. Possuía, em 2011, uma população estimada de 197 habitantes.